# Victoria Roberts
Pour les articles homonymes, voir Roberts.
Victoria Roberts, née en 1957 à New York, est une dessinatrice et interprète, caricaturiste pour le New Yorker depuis 1988.

## Biographie
Son travail a été publié dans le Wall Street Journal, le Washington Post, le Ms. Magazine et d'autres magazines et journaux. Elle est illustratrice dans le New York Times sur les questions scientifiques. Selon The Age[réf. nécessaire], elle serait la dessinatrice féminine la plus titrée d'Australie. En novembre 2012, son livre After the Fall est publié par W. W. Norton & Company.
The Sydney Morning Herald décrit son style comme étant fantaisiste. Elle dessine « de grosses petites dames avec des appareils auditifs, des bébés étranges avec des lunettes et des scènes domestiques ; je vois les choses comme les gens les voient à la maison », dit-elle. 
My Sunday, sa première BD, est parue dans la revue australienne Nation Review, chaque semaine ; elle avait alors 19 ans. V. Roberts y dessine les dimanches hypothétiques de personnages connus. Elle a écrit ou illustré plus de 20 livres et a reçu plusieurs récompenses ainsi qu'une  subvention australienne du bicentenaire pour Australia Felix, qui raconte l'histoire de la bande dessinée australienne, BD publiée par Chatto & Windus,. 
V. Roberts a également fait des dessins animés comme Goodbye Sally Goldstein et The Maitland and Morpeth Quartet, ainsi que de la radio, dans Divinity Fudge pour WNYC et The Life of Truman Capote pour ABC Radio Australia. 
En 2004, elle est apparue sur scène pour représenter son premier personnage, Nona Appleby, un octogénaire australien vêtu en kimono, Nona, exposée au musée national des femmes à Washington en 2005 et à Urban Stages à New York.[réf. nécessaire]